# Черемшанка (Солонешенский район)
Черемша́нка — село в Солонешенском районе Алтайского края. Входит в состав Солонешенского сельсовета.

## История
Основано в 1856 году. В 1928 году состояло из 307 хозяйств, основное население — русские. В административном отношении являлось центром Черемшанского сельсовета Солонешенского района Бийского округа Сибирского края.

## Население
| 1926 | 2002 | 2006 | 2007 | 2008 | 2009 |
| ---- | ---- | ---- | ---- | ---- | ---- |
| 1610 | ↘189 | ↘155 | ↘120 | ↘117 | ↗133 |
| 2010 | 2011 | 2012 | 2013 |      |      |
| ↘112 | ↗145 | ↘109 | ↘106 |      |      |

### Национальный состав
Согласно результатам переписи 2002 года, в национальной структуре населения русские составляли 95 %.